# Jewish Colonisation Association
Die Jewish Colonisation Association (JCA oder ICA, jiddisch Jidische Kolonisatsie Asosiatie ייִק"אַ), im amerikanischen Englisch Jewish Colonization Association geschrieben, ist eine am 11. September 1891 von Baron Maurice de Hirsch gegründete Organisation. Ihr Ziel war es, die Massenauswanderung von Juden aus Russland und anderen osteuropäischen Ländern zu erleichtern, indem sie sie in landwirtschaftlichen Kolonien auf vom Komitee gekauften Ländereien in Nordamerika (Kanada und den Vereinigten Staaten), Südamerika (Argentinien und Brasilien) und im osmanischen Palästina ansiedelte. Auch heute noch ist die ICA in Israel aktiv und unterstützt unter dem Namen Jewish Charitable Association (ICA) spezifische Entwicklungsprojekte.

## Geschichte

### Palästina and Israel

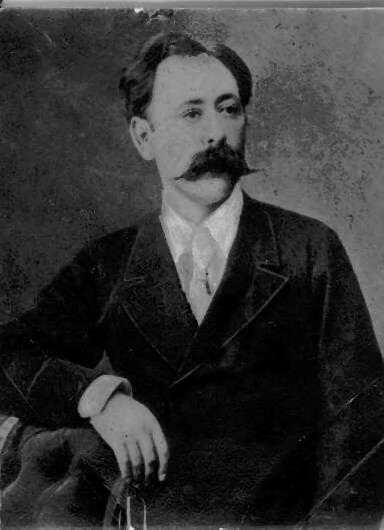
Baron Maurice Hirsch

1896 begann die JCA, neu gegründete jüdische Bauerngemeinden im osmanischen Palästina zu unterstützen. 1899 übertrug Baron Edmond James de Rothschild das Eigentum an seinen Siedlungen („Moshava“) in Palästina zusammen mit fünfzehn Millionen Francs an die JCA. Ab dem 1. Januar 1900 strukturierte die JCA die Art und Weise um, wie die Kolonien finanziell und verwaltungstechnisch unterstützt wurden, um sie rentabler und unabhängiger zu machen. Zwischen 1900 und 1903 schuf sie vier neue Moschava: Kfar Tabor, Jabneel, Menahamia und Bait Vegan.:244 Außerdem richtete sie in Sejera einen landwirtschaftlichen Lehrbetrieb ein.:244
Das Palästina-Geschäft wurde 1924 von Baron de Rothschild in die Palestine Jewish Colonization Association (PICA) umstrukturiert und unter die Leitung seines Sohnes James Armand de Rothschild gestellt. Die PICA übertrug den größten Teil ihres Besitzes in den Jahren 1957 und 1958 an den Staat Israel. Die ICA nahm 1933 ihre Aktivitäten in Palästina wieder auf, zunächst in Verbindung mit einem anderen Fonds und ab 1955 allein als „ICA in Israel“. Die ICA unterstützt derzeit Projekte in den Bereichen Bildung, Landwirtschaft und Tourismus im Norden (Galiläa) und Süden (Negev) Israels.

### Argentinien
In Argentinien beteiligte sich die JCA am Aufbau der Stadt Moisés Ville.

### USA
In den Vereinigten Staaten wurden Kolonien im südlichen New Jersey, in Ellington, Connecticut und anderswo gegründet. Im November 1906 wurde ein kanadisches Komitee der JCA gegründet, um die Ansiedlung von Tausenden von jüdischen Flüchtlingen aus Russland zu unterstützen und die Entwicklung aller JCA-Siedlungen im Lande zu überwachen.

### Türkei
In den ersten beiden Jahrzehnten des 20. Jahrhunderts gründete die JCA auch zwei landwirtschaftliche Kolonien in der heutigen Türkei. Im Jahr 1891 kaufte die JCA Land in der Nähe von Karataş (Izmir) und errichtete bis 1902 auf einer Fläche von insgesamt 30 km² ein landwirtschaftliches Ausbildungszentrum, das sogenannte Yehudah. Das Zentrum wurde 1926 wegen zahlreicher Schwierigkeiten geschlossen. Zu Beginn des 20. Jahrhunderts unterstützte die JCA eine Gruppe rumänischer Juden in Anatolien bei der Einrichtung eines Einwanderungsbüros in Istanbul im Jahr 1910. Die JCA kaufte auch Land im asiatischen Teil Istanbuls und gründete die landwirtschaftliche Kolonie Mesillah Hadassah für mehrere hundert Familien. Im Jahr 1928 wurden die Kolonien größtenteils aufgelöst, und nur das Einwanderungsbüro blieb übrig, um Migranten bei ihrer Migration nach Palästina zu unterstützen.

### Kanada
Wirtschaftliche Faktoren, vor allem die Weltwirtschaftskrise, führten dazu, dass alle westkanadischen Kolonien bis zum Ende des Zweiten Weltkriegs aufgelöst wurden. Danach konzentrierte sich die Arbeit der kanadischen Sektion der JCA auf den Osten, kaufte Farmen und vergab Darlehen an Landwirte in Ontario und Quebec. Das kanadische JCA-Komitee vergab nach 1970 keine Darlehen mehr und stellte 1978 seine rechtliche Existenz ein. Der größte Teil der Unterlagen des JCA wurde 1978 in den National Archives of the Canadian Jewish Congress deponiert, der Rest (die „S“-Sammlung) im Jahr 1989.

## Generaldirektoren
- Sigismond Sonnenfeld (1891–1911)[10][11]
- Louis Oungre (1911–1949)[12]
- Victor Girmounsky[13] und Georges Aronstein (1949–1977)[14]